# Everyman
Everyman (The Somonyng of Everyman, ou La Semonce de Tout-Homme) est une pièce de théâtre en moyen-anglais composée à la fin du XVe siècle et dont l'auteur est inconnu. Il s'agit d'une moralité, c'est-à-dire une pièce de théâtre qui met en scène des choix moraux ou existentiels sous forme allégorique. Dans cette œuvre, Everyman (« Tout-homme ») est confronté au compte-rendu de ses bonnes et mauvaises actions, qu'il doit tenter d'améliorer pour accéder au salut. Il demande successivement à plusieurs personnages, tous allégoriques, de bien vouloir l'aider dans sa quête.

## Personnages
Par ordre d'apparition dans la pièce:
- Messager: Ce personnage déclame le prologue de la pièce.
- Dieu: C'est le premier personnage à s'exprimer après le prologue. Il se plaint de la méchanceté des hommes et convoque Mort, son messager.
- Mort: Mort est chargé par Dieu de trouver Tout-Homme et de lui annoncer qu'il est temps de partir pour présenter le compte de ses bonnes et mauvaises actions à Dieu.
- Tout-Homme (Everyman): Il s'agit du protagoniste, dont le nom implique qu'il est censé représenter tous les êtres humains.
- Compaignie (Fellowship): Compaignie représente les amis. Malgré l'affection et les bons souvenirs qui le lient à Tout-Homme, il ne peut l'accompagner dans son pèlerinage.
- Parentèle (Kindred) et Cousinage (Cousin): Ces deux personnages apparaissent en même temps et représentent la famille, plus ou moins proche. Ils refusent également.
- Chetel ou Catel (Goods): Ce personnage représente la richesse ou les biens matériels, qui ne peuvent accompagner Tout-Homme non plus.
- Bienfaits (Good Deeds): Quand Tout-Homme fait appel à Bienfaits pour la première fois, ce personnage se plaint d'être prisonniers des péchés de Tout-Homme et de ne pouvoir l'aider. Il conseille cependant à Tout-Homme d'aller trouver Conscience.
- Conscience (Knowledge): Conscience accepte d'être le guide de Tout-Homme, et le mène à Confession.
- Confession: Ce personnage fait faire pénitence à Tout-Homme, ce qui lui permet de libérer Bienfaits.
- Beauté, Force (Strength), Raison (Discretion) et Cinq-Sens (Five Wits): Bienfaits et Conscience conseillent à Tout-Homme de rassembler ces personnages, qui l'accompagneront dans son voyage jusqu'au bord de la tombe, mais le laisseront y rentrer seul avec Bienfaits.
- Ange: Une fois Tout-Homme dans sa tombe, Ange apparaît et annonce son salut.
- Docteur: À la fin de la pièce, ce personnage en donne la morale.

## Sources
Everyman présente des similitudes avec une moralité néerlandaise intitulée Elckerlijc, composée vers 1470 et attribuée à Peter van Diest, un auteur originaire des Pays-Bas. Cette pièce a connu un grand succès et elle est considérée comme la source probable d'Everyman, même si la question est sujette à controverse et n'a pu être entièrement résolue faute de preuve décisive.

### Sources primaires
- Cawley, A. C., Everyman and medieval miracle plays, préface et bibliographie d'Anne Rooney, nouvelle édition (Londres : Dent, 1993)
- Davidson, Clifford, Martin W. Walsh, et Ton J. Broos, éds., Everyman and its Dutch original, Elckerlijc, Middle English Texts Series (Kalamazoo: publié pour TEAMS en association avec University of Rochester par Medieval institute publications, 2007), texte disponible ici.

### Sources secondaires
- Bourgne, Florence, Everyman: lectures critiques et documents (Poitiers: AMAES, 2009) (réédition partielle et complétée de l'ouvrage de Duchet et Gauvin)
- Carruthers, Leo, Reading Everyman (Neuilly: Atlande, 2008)
- Duchet, Jean-Louis, et Claude Gauvin, Présentation historique et critique d'Everyman (Poitiers: AMAES, 1982)
- Louviot, Elise, Colette Stévanovitch, Dominique Hascoet et Philippe Mahoux, Everyman : actes des colloques de janvier 2009 à l'Université de Nancy et Toulouse-le-Mirail (Nancy: AMAES, 2009)
- Maguin, Jean-Marie, Everyman, ou la question de l'au-delà au Moyen Age (Paris: CNED, PUF, 2008)